# Élections législatives de 1898 dans les Basses-Alpes
Les élections législatives de 1898 ont eu lieu les 8 et 22 mai 1898.

## Résultats à l'échelle du département
| Partis         | Partis                     | Premier tour | Premier tour | Deuxième tour | Deuxième tour | Sièges |
| Partis         | Partis                     | Voix         | %            | Voix          | %             | Sièges |
| -------------- | -------------------------- | ------------ | ------------ | ------------- | ------------- | ------ |
|                | Républicains progressistes | 14 348       | 47,32        | 7 953         | 50,31         | 3      |
|                | Républicains radicaux      | 6 880        | 22,69        | 2 090         | 13,22         | 1      |
|                | Révisionnistes             | 3 776        | 12,45        | 4 660         | 29,48         | 0      |
|                | Ralliés                    | 2 786        | 9,19         |               |               | 1      |
|                | Monarchistes               | 1 418        | 4,68         | 1 106         | 7,00          | 0      |
|                | Socialistes                | 1 116        | 3,68         |               |               | 0      |
|                |                            |              |              |               |               |        |
| Inscrits       | Inscrits                   | 37 602       | 100,00       | 19 356        | 100,00        | 5      |
| Votants        | Votants                    | 30 914       | 82,21        | 15 989        | 82,60         |        |
| Abstentions    | Abstentions                | 6 688        | 17,79        | 3 367         | 17,40         |        |
| Blancs et nuls | Blancs et nuls             | 590          | 1,91         | 180           | 1,13          |        |
| Exprimés       | Exprimés                   | 30 324       | 98,09        | 15 809        | 98,87         |        |

## Résultats par arrondissement

### Arrondissement de Barcelonnette
| Candidat       | Candidat       | Parti                    | Premier tour | Premier tour |
| Candidat       | Candidat       | Parti                    | Voix         | %            |
| -------------- | -------------- | ------------------------ | ------------ | ------------ |
|                | Paul Delombre  | Républicain progressiste | 2 506        | 100,00       |
|                |                |                          |              |              |
| Inscrits       | Inscrits       | Inscrits                 | 3 460        | 100,00       |
| Votants        | Votants        | Votants                  | 2 688        | 77,69        |
| Abstention     | Abstention     | Abstention               | 772          | 22,31        |
| Blancs et nuls | Blancs et nuls | Blancs et nuls           | 182          | 6,77         |
| Exprimés       | Exprimés       | Exprimés                 | 2 506        | 93,23        |

### Arrondissement de Castellane
| Candidat       | Candidat               | Parti                    | Premier tour | Premier tour |
| Candidat       | Candidat               | Parti                    | Voix         | %            |
| -------------- | ---------------------- | ------------------------ | ------------ | ------------ |
|                | Boniface de Castellane | Rallié                   | 2 786        | 63,88        |
|                | Deloncle               | Républicain progressiste | 1 575        | 36,12        |
|                |                        |                          |              |              |
| Inscrits       | Inscrits               | Inscrits                 | 5 174        | 100,00       |
| Votants        | Votants                | Votants                  | 4 398        | 85,00        |
| Abstention     | Abstention             | Abstention               | 776          | 15,00        |
| Blancs et nuls | Blancs et nuls         | Blancs et nuls           | 37           | 0,84         |
| Exprimés       | Exprimés               | Exprimés                 | 4 361        | 99,16        |

### Arrondissement de Digne
| Candidat       | Candidat         | Parti                    | Premier tour | Premier tour | Deuxième tour | Deuxième tour |
| Candidat       | Candidat         | Parti                    | Voix         | %            | Voix          | %             |
| -------------- | ---------------- | ------------------------ | ------------ | ------------ | ------------- | ------------- |
|                | Louis Andrieux   | Révisionniste            | 3 776        | 35,11        | 4 660         | 43,41         |
|                | Paul Joseph Roux | Républicain progressiste | 3 236        | 30,09        | 6 074         | 56,59         |
|                | Canton           | Républicain radical      | 2 531        | 23,53        |               |               |
|                | Joseph Reinach   | Républicain progressiste | 1 213        | 11,28        |               |               |
|                |                  |                          |              |              |               |               |
| Inscrits       | Inscrits         | Inscrits                 | 13 100       | 100,00       | 13 076        | 100,00        |
| Votants        | Votants          | Votants                  | 10 869       | 82,97        | 10 870        | 83,13         |
| Abstention     | Abstention       | Abstention               | 2 231        | 17,03        | 2 206         | 16,87         |
| Blancs et nuls | Blancs et nuls   | Blancs et nuls           | 113          | 1,04         | 136           | 1,25          |
| Exprimés       | Exprimés         | Exprimés                 | 10 756       | 98,96        | 10 734        | 98,75         |

### Arrondissement  de Forcalquier
| Candidat       | Candidat       | Parti                    | Premier tour | Premier tour |
| Candidat       | Candidat       | Parti                    | Voix         | %            |
| -------------- | -------------- | ------------------------ | ------------ | ------------ |
|                | Martial Sicard | Républicain progressiste | 4 217        | 53,90        |
|                | Turin          | Républicain radical      | 2 491        | 31,84        |
|                | Isoard         | Socialiste               | 1 116        | 14,26        |
|                |                |                          |              |              |
| Inscrits       | Inscrits       | Inscrits                 | 9 583        | 100,00       |
| Votants        | Votants        | Votants                  | 7 884        | 82,27        |
| Abstention     | Abstention     | Abstention               | 1 699        | 17,73        |
| Blancs et nuls | Blancs et nuls | Blancs et nuls           | 60           | 0,76         |
| Exprimés       | Exprimés       | Exprimés                 | 7 824        | 99,24        |

### Arrondissement  de Sisteron
| Candidat       | Candidat              | Parti                    | Premier tour | Premier tour | Deuxième tour | Deuxième tour |
| Candidat       | Candidat              | Parti                    | Voix         | %            | Voix          | %             |
| -------------- | --------------------- | ------------------------ | ------------ | ------------ | ------------- | ------------- |
|                | Félix Bontoux         | Républicain progressiste | 1 601        | 32,83        | 1 879         | 37,02         |
|                | Paul-Antonin d'Hugues | Monarchiste              | 1 418        | 29,08        | 1 106         | 21,79         |
|                | Ludovic Robert        | Républicain radical      | 1 392        | 28,54        | 2 090         | 41,18         |
|                | Martinet              | Républicain radical      | 466          | 9,56         |               |               |
|                |                       |                          |              |              |               |               |
| Inscrits       | Inscrits              | Inscrits                 | 6 285        | 100,00       | 6 280         | 100,00        |
| Votants        | Votants               | Votants                  | 5 075        | 80,75        | 5 119         | 81,51         |
| Abstention     | Abstention            | Abstention               | 1 210        | 19,25        | 1 161         | 18,49         |
| Blancs et nuls | Blancs et nuls        | Blancs et nuls           | 198          | 3,90         | 44            | 0,86          |
| Exprimés       | Exprimés              | Exprimés                 | 4 877        | 96,10        | 5 075         | 99,14         |